# Jason Schwartzman
Jason Francesco Schwartzman (Los Angeles, Kalifornia, 1980. június 6. –) amerikai színész és zenész. 
Leghíresebb szerepei az Okostojás, az Utazás Darjeelingbe és a Scott Pilgrim a világ ellen című filmekben, illetve az Író és kamuhős című sorozatban voltak. Ezen kívül Coconut Records név alatt kiadott két szólólemezt is.

## Élete

### Származása, családja
Los Angelesben született Talia Shire (született Coppola) színésznő és Jack Schwartzman producer fiaként. A Coppola-família tagja: a családból többen is ismertek a filmszakmában, Francis Ford Coppola, Nicolas Cage, Sofia Coppola, Roman Coppola, Christopher Coppola unokaöccse, valamint Italia és Carmine Coppola unokája. Testvére Robert Schwartzman szintén színész-zenész, féltestvére John Scwartzman pedig operatőr. Apja révén askenázi zsidó, anyja révén pedig olasz katolikus, de nem részesült vallásos neveltetésben.

### Színészi pályája
Színészi karrierje 17 évesen kezdődött, amikor eljátszotta a főszerepet Wes Anderson Okostojás című filmjében 1998-ban. Több díjra is jelölték érte, pedig ezelőtt nem volt színészi tapasztalata.

### Zenei pályája

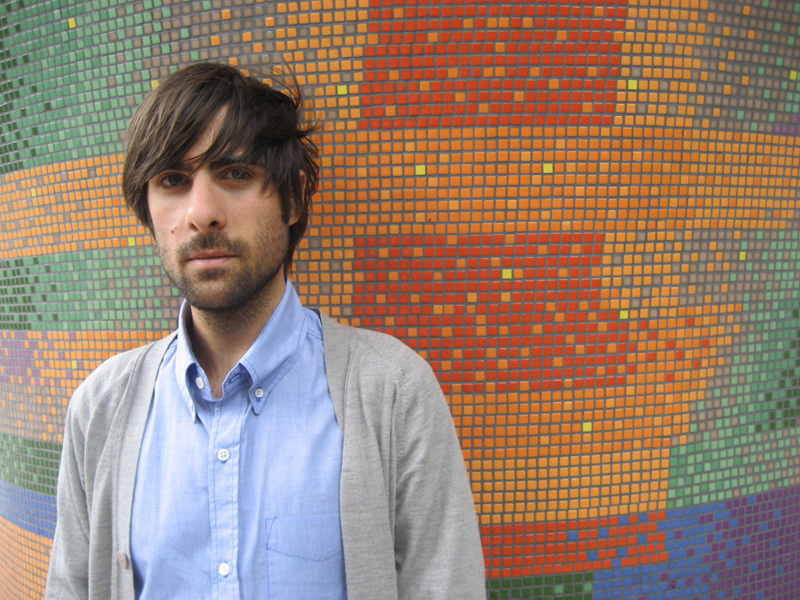
Coconut Records

Korábban a Phantom Planet zenekar dobosa volt, ám színészi karrierje miatt abbahagyta, de a zene mindig is Jason szenvedélye maradt. Feltűnik Puff Daddy It's All About the Benjamins című klipjében, valamint Ben Lee 2005-ös albumán is közreműködött.
2007-ben elindította a Coconut Records nevű indie szólóprojektjét. Az első album, a Nighttiming producere az Incubusból ismert Mike Einziger volt, a borító pedig Roman Coppola munkája volt. Először az iTuneson jelent meg 2007 március 20-án. A második lemez szintén az iTuneson, 2009 január 20-án jelent meg Davy címmel. Az első kislemez a Microphone volt.
Ezenkívül ő szerezte és adta elő a Ki nevet a végén? (2009) című film és az Író és kamuhős főcímzenéjét is. Továbbá Jason írt zenét a Smallvillehez és a Svihákok (A nyúl viszi a puskát)-hoz.

### Magánélete
2009. július 11-én vette feleségül barátnőjét, Brady Cunninghamet. Lányuk, Marlowe Rivers Schwartzman 2010. december 4-én jött a világra. Jason vegán.

## Filmográfia

### Film
Forgatókönyvíró
| Év   | Magyar cím          | Eredeti cím            | Feladatkör | Feladatkör | Megjegyzések           |
| Év   | Magyar cím          | Eredeti cím            | Író        | Egyéb      | Megjegyzések           |
| ---- | ------------------- | ---------------------- | ---------- | ---------- | ---------------------- |
| 2007 | Utazás Darjeelingbe | The Darjeeling Limited | Igen       | Nem        |                        |
| 2009 | Ki nevet a végén?   | Funny People           | Nem        | Igen       | zeneszerző             |
| 2012 |                     | Die Again, Undead One  | Igen       | Nem        | rövidfilm              |
| 2012 |                     | Goats                  | Nem        | Igen       | zeneszerző             |
| 2012 |                     | Here                   | Nem        | Igen       | zeneszerző (rövidfilm) |
| 2013 |                     | Teenage                | Nem        | Igen       | vezető filmproducer    |
| 2018 | Kutyák szigete      | Isle of Dogs           | Sztori     | Nem        |                        |
| 2021 | A Francia Kiadás    | The French Dispatch    | Sztori     | Nem        |                        |

Filmszínész
| Év   | Magyar cím                                           | Eredeti cím                                        | Szerep                                 | Magyar hang       | Rendező              |
| ---- | ---------------------------------------------------- | -------------------------------------------------- | -------------------------------------- | ----------------- | -------------------- |
| 1998 | Okostojás                                            | Rushmore                                           | Max Fischer                            | Simonyi Balázs    | Wes Anderson (1)     |
| 2001 |                                                      | CQ                                                 | Felix DeMarco                          |                   | Roman Coppola (1)    |
| 2002 | Svihákok – A nyúl viszi a puskát                     | Slackers                                           | Ethan Dulles                           | Seszták Szabolcs  | Dewey Nicks          |
| 2002 | Svihákok – A nyúl viszi a puskát                     | Slackers                                           | Ethan Dulles                           | Baráth István     | Dewey Nicks          |
| 2002 | A por                                                | Spun                                               | Ross                                   | Fekete Zoltán     | Jonas Åkerlund       |
| 2002 | Simone – Sztárcsináló 1.0                            | Simone                                             | Milton                                 | Kossuth Gábor     | Andrew Niccol        |
| 2004 | Multik haza!                                         | I Heart Huckabees                                  | Albert Markovski                       | Kaszás Gergő      | David O. Russell     |
| 2005 | Galaxis útikalauz stopposoknak                       | The Hitchhiker's Guide to the Galaxy               | Gag Halfrunt (stáblistán nem szerepel) |                   | Garth Jennings (1)   |
| 2005 | Földre szállt boszorkány                             | Bewitched                                          | Ritchie                                | Rajkai Zoltán     | Nora Ephron          |
| 2005 | Az eladólány                                         | Shopgirl                                           | Jeremy                                 | Csőre Gábor       | Anand Tucker         |
| 2006 | Marie Antoinette                                     | Marie Antoinette                                   | XVI. Lajos király                      | Dányi Krisztián   | Sofia Coppola        |
| 2007 | Utazás Darjeelingbe                                  | The Darjeeling Limited                             | Jack Whitman                           | Miller Zoltán     | Wes Anderson (2)     |
| 2007 | A lankadatlan – A Dewey Cox sztori                   | Walk Hard: The Dewey Cox Story                     | Ringo Starr (stáblistán nem szerepel)  |                   | Jake Kasdan          |
| 2009 | Ki nevet a végén?                                    | Funny People                                       | Mark Taylor Jackson                    | Kárpáti Levente   | Judd Apatow          |
| 2009 | A musicalsztár                                       | The Marc Pease Experience                          | Marc Pease                             | Szente Vajk       | Todd Louiso          |
| 2009 | A musicalsztár                                       | The Marc Pease Experience                          | Marc Pease                             | Crespo Rodrigo    | Todd Louiso          |
| 2009 | A fantasztikus Róka úr                               | Fantastic Mr. Fox                                  | Rókus (hangja)                         | Csőre Gábor       | Wes Anderson (3)     |
| 2010 | Scott Pilgrim a világ ellen                          | Scott Pilgrim vs. the World                        | Gideon Graves                          | Markovics Tamás   | Edgar Wright         |
| 2012 | Holdfény királyság                                   | Moonrise Kingdom                                   | Ben kuzin                              | Csőre Gábor       | Wes Anderson (4)     |
| 2012 | Pillantás Charlie Swan képzeletébe                   | A Glimpse Inside the Mind of Charles Swan III      | Kirby Star                             | Csőre Gábor       | Roman Coppola (2)    |
| 2013 | Banks úr megmentése                                  | Saving Mr. Banks                                   | Richard M. Sherman                     | Csőre Gábor       | John Lee Hancock     |
| 2014 | Hallgass ide, Philip                                 | Listen Up Philip                                   | Philip Lewis Friedman                  |                   | Alex Ross Perry (1)  |
| 2014 | A Grand Budapest Hotel                               | The Grand Budapest Hotel                           | M. Jean                                | Karácsonyi Zoltán | Wes Anderson (5)     |
| 2014 | Nagy szemek                                          | Big Eyes                                           | Ruben                                  | Dolmány Attila    | Tim Burton           |
| 2015 | Éjjeli találkozó                                     | The Overnight                                      | Kurt                                   | Markovics Tamás   | Patrick Brice        |
| 2015 |                                                      | 7 Chinese Brothers                                 | Larry                                  |                   | Bob Byington         |
| 2015 |                                                      | A Very Murray Christmas                            | Elliott                                |                   | Sofia Coppola (2)    |
| 2016 |                                                      | Dreamland                                          | Peter                                  |                   | Robert Schwartzman   |
| 2016 |                                                      | My Entire High School Sinking Into the Sea         | Dash (hangja)                          |                   | Dash Shaw            |
| 2017 |                                                      | The Polka King                                     | Mickey Pizzazz                         |                   | Maya Forbes          |
| 2017 | Arany kijárat                                        | Golden Exits                                       | Buddy                                  | Karácsonyi Zoltán | Alex Ross Perry (2)  |
| 2019 | Borvidék                                             | Wine Country                                       | Devon                                  |                   | Amy Poehler          |
| 2019 | Két páfrány között – A film                          | Between Two Ferns: The Movie                       | önmaga                                 |                   | Scott Aukerman       |
| 2019 | Klaus – A karácsony titkos története                 | Klaus                                              | Jesper (hangja)                        | Czető Roland      | Sergio Pablos        |
| 2020 |                                                      | Mainstream                                         | Mark Schwartz                          |                   | Gia Coppola          |
| 2021 | A Francia Kiadás                                     | The French Dispatch                                | Hermes Jones                           |                   | Wes Anderson (6)     |
| 2021 | Énekelj! 2.                                          | Sing 2                                             | egyéb hangok                           |                   | Garth Jennings (2)   |
| 2023 | Asteroid City                                        | Asteroid City                                      | Augie Steenbeck / Jones Hall           | Karácsonyi Zoltán | Wes Anderson (7)     |
| 2023 | Pókember: A pókverzumon át                           | Spider-Man: Across the Spider-Verse                | Johnathan Ohnn / A folt (hangja)       | Karácsonyi Zoltán | Joaquim Dos Santos   |
| 2023 | Pókember: A pókverzumon át                           | Spider-Man: Across the Spider-Verse                | Johnathan Ohnn / A folt (hangja)       | Karácsonyi Zoltán | Kemp Powers          |
| 2023 | Pókember: A pókverzumon át                           | Spider-Man: Across the Spider-Verse                | Johnathan Ohnn / A folt (hangja)       | Karácsonyi Zoltán | Justin K. Thompson   |
| 2023 | Quiz Lady                                            | Quiz Lady                                          | Ron Heacock                            | Csőre Gábor       | Jessica Yu           |
| 2023 | Az éhezők viadala: Énekesmadarak és kígyók balladája | The Hunger Games: The Ballad of Songbirds & Snakes | Lucretius "Lucky" Flickerman           | Dévai Balázs      | Francis Lawrence     |
| 2024 | Kántorkomédia                                        | Between the Temples                                | Bob Gottlieb                           |                   | Nathan Silver        |
| 2024 | Megalopolisz                                         | Megalopolis                                        | Jason Zanderz                          |                   | Francis Ford Coppola |
| 2024 | Queer                                                | Queer                                              | Joe                                    |                   | Luca Guadagnino      |
| 2024 | Az utolsó táncosnő                                   | The Last Showgirl                                  | Rendező                                |                   | Gia Coppola          |
| 2025 | Mountainhead                                         | Mountainhead                                       | Konyhás                                | Csőre Gábor       | Jesse Armstrong      |

Dokumentum- és rövidfilmek
| Év   | Cím                                               | Szerep             | Megjegyzések                            |
| ---- | ------------------------------------------------- | ------------------ | --------------------------------------- |
| 2001 | Odessa or Bust                                    | fiatal férfi       | rövidfilm                               |
| 2003 | Julius And Friends: Yeti, Set, Go                 | Julius (hangja)    | rövidfilm                               |
| 2007 | Hotel Chevalier                                   | Jack Whitman       | rövidfilm írta és rendezte Wes Anderson |
| 2010 | Scott Pilgrim vs. the Animation                   | Simon Lee (hangja) | rövidfilm                               |
| 2011 | Fight For Your Right Revisited                    | Vincent van Gogh   | rövidfilm                               |
| 2012 | Cousin Ben Troop Screening with Jason Schwartzman | Ben kuzin          | rövidfilm rendezte Wes Anderson         |
| 2013 | Castello Cavalcanti                               | Jed Cavalcanti     | rövidfilm írta és rendezte Wes Anderson |
| 2021 | The Sparks Brothers                               | önmaga             | dokumentumfilm rendezte Edgar Wright    |

### Televízió
| Év        | Magyar cím                              | Eredeti cím                                | Szerep                                | Megjegyzések                         |
| --------- | --------------------------------------- | ------------------------------------------ | ------------------------------------- | ------------------------------------ |
| 1998      | Sabrina, a tiniboszorkány               | Sabrina the Teenage Witch                  | önmaga                                | 1 epizód                             |
| 2000      | Különcök és stréberek                   | Freaks and Geeks                           | Howie Gelfand                         | 1 epizód                             |
| 2000      | Légy valódi!                            | Get Real                                   | önmaga                                | 1 epizód                             |
| 2004–2006 |                                         | Cracking Up                                | Ben Baxter                            | 10 epizód                            |
| 2005      |                                         | The X's                                    | Brandon (hangja)                      | 1 epizód                             |
| 2009–2011 | Író és kamuhős                          | Bored to Death                             | Jonathan Ames                         | 24 epizód                            |
| 2011      | Szezám utca                             | Sesame Street                              | önmaga                                | 1 epizód                             |
| 2013      | Városfejlesztési osztály                | Parks and Recreation                       | Dennis Lerpiss                        | 2 epizód                             |
| 2013      |                                         | Out There                                  | Benjamin Brent / Cedric (hangja)      | 2 epizód                             |
| 2013      | Tömény történelem                       | Drunk History                              | Ralph Nader                           | 1 epizód                             |
| 2013      |                                         | Key & Peele                                | önmaga                                | 1 epizód                             |
| 2013      |                                         | Comedy Bang! Bang!                         | önmaga                                | 1 epizód                             |
| 2013      |                                         | Ghost Ghirls                               | Brad Holmes                           | 1 epizód                             |
| 2014      |                                         | Tim & Eric's Bedtime Stories               | Jason Schwartzman                     | 1 epizód                             |
| 2014–2016 | Mozart a dzsungelben                    | Mozart in the Jungle                       | Bradford Sharp                        | 8 epizód forgatókönyvíró és producer |
| 2015      |                                         | Wet Hot American Summer: First Day of Camp | Greg                                  | 7 epizód                             |
| 2015–2016 |                                         | Blunt Talk                                 | Duncan Adler                          | 7 epizód                             |
| 2017      |                                         | Wet Hot American Summer: Ten Years Later   | Greg                                  | 4 epizód                             |
| 2017–2018 |                                         | Neo Yokio                                  | Arcangelo Corelli (hangja)            | 7 epizód                             |
| 2020      | Harc a vírus ellen                      | Medical Police                             | The Goldfinch                         | 4 epizód                             |
| 2020      | Fargo                                   | Fargo                                      | Josto Fadda                           | 10 epizód                            |
| 2021–2022 |                                         | Duncanville                                | Stan (hangja)                         | 2 epizód                             |
| 2022      | Az erényes Gemstone-ék                  | The Righteous Gemstones                    | Thaniel Block                         | 3 epizód                             |
| 2022      | Helyetted is szeretem                   | I Love That for You                        | Ethan                                 | 2 epizód                             |
| 2023      |                                         | Digman!                                    | Roberto (hangja)                      | 1 epizód                             |
| 2023      | Menned kell! – Egy este Tim Robinsonnal | I Think You Should Leave with Tim Robinson | vendégsztár                           | 1 epizód                             |
| 2023      | A tíz éves Tom                          | Ten Year Old Tom                           | ismeretlen szereplő hangja            | 1 epizód                             |
| 2023      | Scott Pilgrim rákapcsol                 | Scott Pilgrim Takes Off                    | Gideon Graves / Gordon Goose (hangja) | 8 epizód                             |

## Fordítás
- Ez a szócikk részben vagy egészben  a   Jason_Schwartzman című angol Wikipédia-szócikk fordításán alapul.  Az eredeti cikk szerkesztőit annak laptörténete sorolja fel. Ez a jelzés csupán a megfogalmazás eredetét és a szerzői jogokat jelzi, nem szolgál a cikkben szereplő információk forrásmegjelöléseként.